# Vlag van Born (Nederland)

Vlag van de gemeente Born
(1968-2001)

De vlag van Born is op 26 juni 1968 bij raadsbesluit vastgesteld als de gemeentelijke vlag van de gemeente Born in de Nederlandse provincie Limburg. Sinds 1 januari 2001 is de vlag niet langer als gemeentevlag in gebruik omdat de gemeente Born toen opging in de gemeente Sittard-Geleen. De vlag kan als volgt worden beschreven:
Drie banen van zwart, geel en blauw, met een hoogteverhouding van 1:2:1; in het midden van de gele baan een rode burcht met drie kantelen.
De kleuren en de burcht zijn ontleend aan het gemeentewapen. De kleuren zijn afkomstig van de graafschappen Gulik en Gelre. Het ontwerp kon de goedkeuring verdragen van de Hoge Raad van Adel.

## Verwante afbeeldingen

Wapen van Born

Ambt Montfort 
· Amby 
· Arcen en Velden 
· Baexem 
· Beegden 
· Belfeld 
· Bemelen 
· Berg en Terblijt 
· Bocholtz 
· Born 
· Broekhuizen 
· Cadier en Keer 
· Echt 
· Eijsden 
· Elsloo 
· Eygelshoven 
· Geleen 
· Grathem 
· Grubbenvorst 
· Haelen 
· Heel 
· Heel en Panheel 
· Heer 
· Helden 
· Herten
· Heythuysen 
· Hoensbroek 
· Horn 
· Horst 
· Hulsberg 
· Hunsel 
· Kessel 
· Klimmen 
· Limbricht 
· Linne 
· Maasbracht 
· Maasbree 
· Margraten 
· Meerlo-Wanssum 
· Meijel 
· Melick en Herkenbosch 
· Montfort 
· Munstergeleen 
· Neer 
· Nieuwenhagen 
· Nieuwstadt 
· Nuth 
· Ohé en Laak 
· Onderbanken 
· Ottersum 
· Posterholt 
· Roggel 
· Roggel en Neer 
· Schaesberg 
· Schinnen 
· Sevenum 
· Sint Odiliënberg 
· Sittard 
· Stevensweert 
· Stramproy 
· Susteren 
· Swalmen 
· Tegelen 
· Thorn 
· Ubach over Worms 
· Ulestraten 
· Urmond 
· Valkenburg-Houthem 
· Vlodrop 
· Wessem 
· Wittem